# ديدييه كوهن
ديدييه كوهن (بالإنجليزية: Didier Cohen)‏ هو عارض أسترالي، ولد في 15 مايو 1985 في الولايات المتحدة.